# Steatoda marmorata
Steatoda marmorata är en spindelart som först beskrevs av Simon 1910.  Steatoda marmorata ingår i släktet vaxspindlar, och familjen klotspindlar. Inga underarter finns listade i Catalogue of Life.